# Processo di Verona

I sei imputati presenti: (da sin.) Emilio De Bono (con le mani sul viso), Luciano Gottardi, Galeazzo Ciano, Carlo Pareschi, Giovanni Marinelli e Tullio Cianetti.

Il processo di Verona fu un processo farsa avvenuto, dall'8 al 10 gennaio 1944, nell'omonima città veneta che, all'epoca, era sotto la giurisdizione della Repubblica Sociale Italiana (RSI).
Il processo si tenne a Verona in Castelvecchio, nella sala da concerto degli Amici della Musica dove, nel novembre dell'anno precedente, aveva avuto luogo il I Congresso nazionale del Partito Fascista Repubblicano (PFR). Esso vide sul banco degli imputati sei membri del Gran consiglio del fascismo che, nella seduta del 25 luglio 1943, avevano sfiduciato Benito Mussolini dalla carica di Presidente del Consiglio.

## Gli eventi in Germania
Dopo l'arresto a Villa Savoia Mussolini considerava conclusa la sua attività e appariva rassegnato a farsi da parte. Il 12 settembre 1943, dopo vari spostamenti, fu infine liberato al Gran Sasso dai paracadutisti tedeschi. Trasferito in Germania, oltre a non mostrare alcun interesse a riprendere la guida del rinato fascismo, non nutriva alcun sentimento di vendetta nei confronti dei gerarchi che lo avevano sfiduciato. Anzi il 13 ebbe un cordiale incontro con la figlia Edda che, insieme al marito Galeazzo Ciano, era anche lei in Germania. Il 15 settembre Mussolini ebbe un incontro con Hitler dove alla presenza di Rudolf Rahn, già nominato ambasciatore presso il costituendo governo fascista, ebbe, secondo le sue stesse parole, un brusco "richiamo alla realtà". Nel corso dell'incontro Mussolini dovette accettare i piani di Hitler che comprendevano il processo e la condanna a morte dei gerarchi che lo avevano sfiduciato il 25 luglio. Dai diari di Joseph Goebbels è riscontrabile l'intento punitivo tedesco nei confronti dei firmatari dell'Ordine del giorno Grandi.
Sempre in base a quanto riportato nei diari di Goebbels, Mussolini nel corso del colloquio con Hitler fece un tentativo di alleviare la posizione di Ciano accennando al fatto che fosse pur sempre il marito di sua figlia ma Hitler gli ribatté che ciò non faceva altro che aggravarne la posizione e aggiungendo subito dopo "Sarò molto chiaro. Se venissero trattati con indulgenza i traditori dell'Italia, questo avrebbe delle serie ripercussioni altrove". Il 17 settembre Mussolini si incontrò con Ciano con il quale ebbe un colloquio. Ciano nel corso del processo di Verona raccontò che Mussolini lo aveva informato di aver interceduto per lui presso Hitler ma di aver riscontrato anche "ostilità aperta" da parte di Ribbentrop.
Oltre ai tedeschi Mussolini si trovò ad affrontare i desideri di vendetta dei fascisti più estremisti che sentendosi traditi pretendevano punizioni esemplari per i firmatari in particolare contro Ciano. Il 18 settembre Mussolini, da radio Monaco, pronunciò il suo primo discorso dopo la caduta del Regime nel corso del quale promise di "Eliminare i traditori; in particolar modo quelli che sino alle ore 21,30 del 25 luglio militavano, talora da parecchi anni, nel Partito e sono passati nelle file del nemico". L'ultima aggiunta pare inserita per cercare di dare copertura a Ciano e agli altri.
Lo storico inglese Cristopher Hibbert riassunse la posizione di Mussolini:
(Mussolini riportato dallo storico Cristopher Hibbert)

## Il congresso di Verona

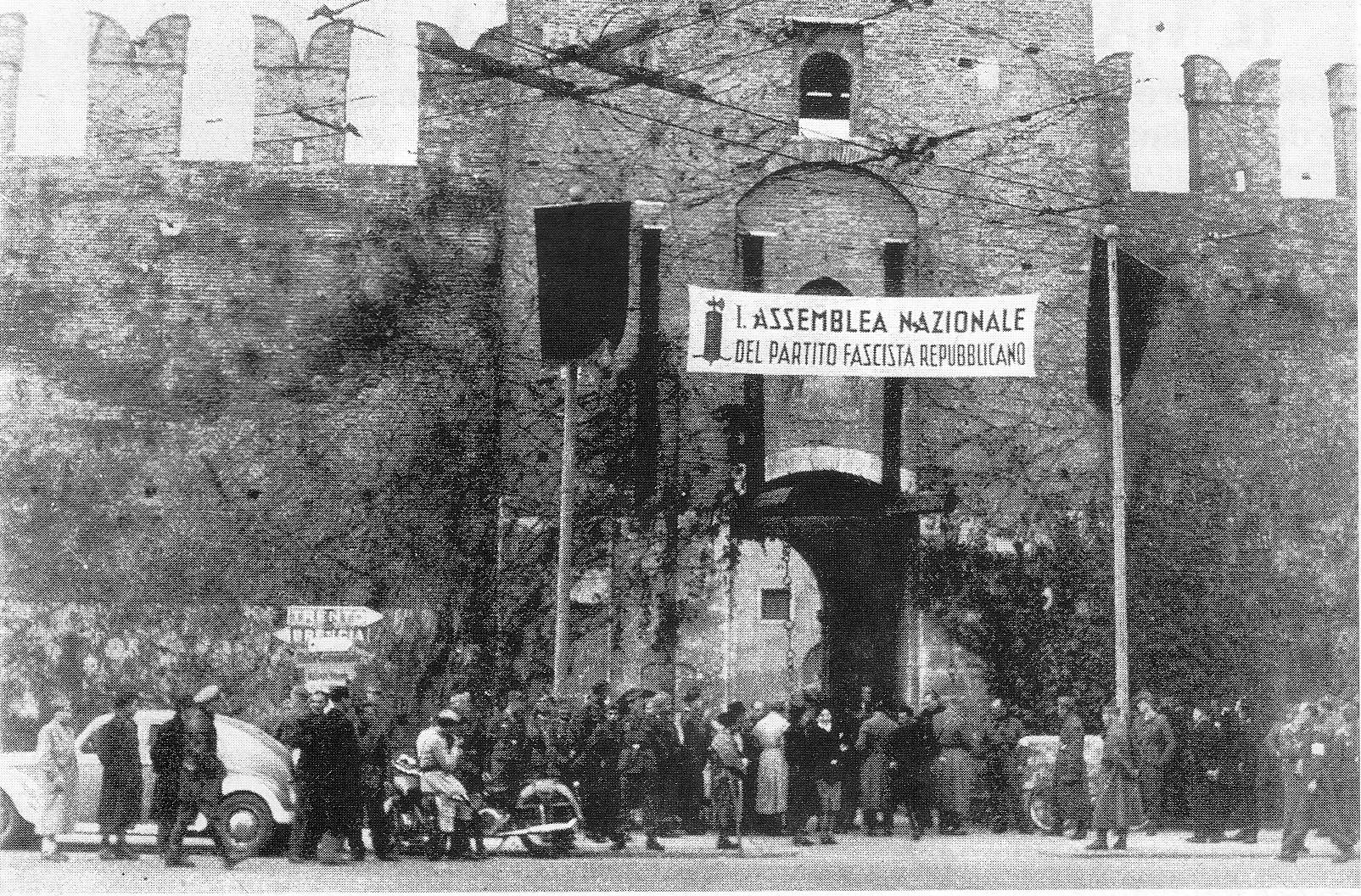
L'Assemblea nazionale del Partito Fascista Repubblicano fu tenuta a Castelvecchio (Verona)

Il 14 novembre 1943, nel corso del Congresso di Verona fu proposto a gran voce di costituire il Tribunale speciale per la difesa dello Stato della RSI per processare i firmatari dell'Ordine del giorno Grandi dove, data la natura politica del caso, i giudici sarebbero stati nominati direttamente dal Partito Fascista Repubblicano, nove fascisti "di provata fede" che, come assicurò lo stesso Alessandro Pavolini, nuovo segretario del Partito Fascista Repubblicano, offrissero la garanzia di pronunciare sentenza di morte, soprattutto nel caso di Galeazzo Ciano.
Critiche aspre furono mosse all'operato di Mussolini che fu accusato di tergiversare e di voler in realtà salvare gli imputati e Ciano. Lo stesso Ciano è il gerarca contro cui maggiormente si rivolge l'odio degli intervenuti. Pavolini pubblicò il decreto istitutivo: "Il colpo di Stato del 25 luglio ha posto l'Italia di fronte al più grande tradimento che la storia ricordi: una sinistra congiura tra il re e taluni generali, gerarchi e ministri che dal fascismo più di tutti avevano tratto vantaggio, colpiva il regime alle spalle, creando disordine e lo smarrimento del paese proprio nel periodo angoscioso in cui il nemico poneva piede in Italia".

## Gli arresti

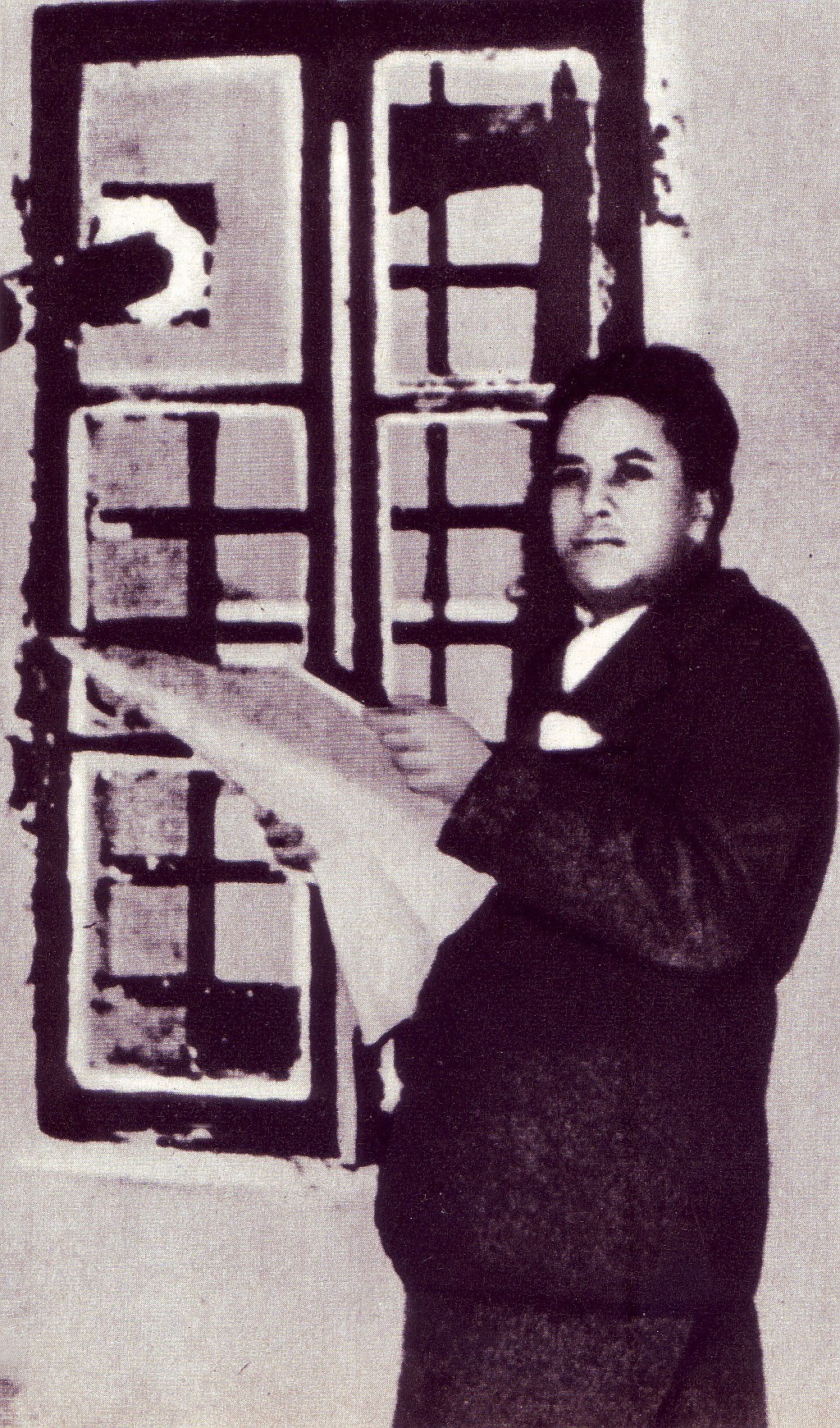
Galeazzo Ciano nel carcere degli Scalzi

Il 17 ottobre 1943 Galeazzo Ciano che ancora si trovava a Monaco di Baviera in stato di libertà fu trasferito in Italia a Verona dove fu ufficialmente consegnato alla polizia della RSI. In serata fu imprigionato nelle carceri giudiziarie site nell'ex convento dei Carmelitani Scalzi, conosciute anche come carcere degli Scalzi. Il 4 novembre 1943, presso il carcere di Padova, furono presi in consegna dal prefetto di Verona Piero Cosmin i prigionieri Giovanni Marinelli, Carlo Pareschi, Luciano Gottardi e Tullio Cianetti.
I quattro erano stati arrestati nelle proprie abitazioni a fine settembre e dopo essere stati reclusi a Regina Coeli a Roma erano stati trasferiti a Padova. Tullio Cianetti, che non si aspettava di essere arrestato, pensò di trovarsi a che fare con un errore giudiziario e ribadì ai poliziotti giunti a casa come avesse immediatamente ritrattato il voto con una lettera scritta a Mussolini stesso. Gli imputati furono trasferiti tutti nel carcere degli Scalzi e alloggiati in singole celle.
Emilio De Bono invece per tutta la durata dell'istruttoria, per disposizione di Mussolini, fu lasciato nella propria casa a Cassano d'Adda, e solo all'inizio del processo fu trasferito a Verona in una camera a pagamento del locale ospedale. Nessun altro dei firmatari fu rintracciato. Il 24 novembre il consiglio dei ministri approvò ufficialmente l'istituzione del Tribunale speciale. Gli imputati furono sottoposti alla consueta sorveglianza ad eccezione di Ciano davanti alla cella del quale, la N° 27, stavano due Schutzstaffel tedesche.

### L'attività di Cersosimo
Il giudice istruttore Vincenzo Cersosimo si occupò di raccogliere la documentazione per l'istruttoria. Cercò innanzitutto i verbali del Gran Consiglio ma non riuscì a trovare nulla, pertanto si decise a ricostruire le fasi salienti dei fatti basandosi sulle dichiarazioni rilasciate dagli imputati e dai ritagli di giornale dell'epoca. Cersosimo, recatosi agli Scalzi il 14 dicembre fu ostacolato dai militari tedeschi quando volle raccogliere da Ciano la sua testimonianza nella fase istruttoria del processo. Questione che fu poi risolta quando le proteste di Cersosimo, tramite Frau Felizitas Beetz, arrivarono al comando SS di Verona. L'istruttoria fu completata il 29 dicembre 1943.

### Il neo ministro Pisenti
Il nuovo ministro della Giustizia Piero Pisenti, succeduto a Antonino Tringali Casanova il 4 novembre, a metà dicembre si recò a Castelvecchio, ove si fece consegnare la documentazione fino a quel momento raccolta da Cersosimo. Lì studiò le carte per ore e poi partì per Gargnano, dove si fece ricevere da Mussolini. Qui, supportato dal senatore Vittorio Rolandi Ricci, sostenne che il processo eseguito in questi termini non avrebbe avuto base legale. Infatti mancavano le prove di collusione tra i firmatari dell'Ordine del giorno Grandi e la Casa reale e l'accusa di tradimento non era dimostrabile, perché il Duce era a conoscenza dell'Ordine del giorno Grandi.
Secondo Mussolini, questi erano aspetti esclusivamente giuridici, ma politicamente la questione era diversa e non ci si poteva fermare. Nei confronti del suo Guardasigilli si rivolse infatti in questa maniera: "Voi, Pisenti, vedete nel processo solo il lato giuridico. Giudicate, in altri termini, questa faccenda da giurista. Io devo vederla sotto il profilo politico! Le ragioni di Stato sommergono ogni altra contraria considerazione. E ormai bisogna andare fino in fondo".
A far parte del tribunale furono chiamati: come presidente del tribunale Aldo Vecchini (avvocato, console della Milizia Volontaria per la Sicurezza Nazionale (MVSN) ed ufficiale superiore dell'esercito), come pubblico accusatore Andrea Fortunato (docente di diritto), come magistrato inquirente Vincenzo Cersosimo. I giudici furono il generale Renzo Montagna, l'avvocato Enrico Vezzalini, l'operaio Celso Riva (ex sansepolcrista), il generale Domenico Mittica, il seniore della Milizia Otello Gaddi, il console della Milizia Vito Casalinuovo e il professore Franz Pagliani.
Mussolini, stretto tra i nazisti e i fascisti più estremisti, era convinto che, se vi fossero stati dei reali colpevoli, questi sicuramente non si sarebbero trovati tra gli arrestati, tanto da sostenere che il processo "non risolverà nulla". Nell'ultima settimana del 1943 gli imputati scelsero i propri avvocati difensori: Arnaldo Fortini di Assisi, per Cianetti; Bonardi di Verona, per Marinelli; Perani di Bergamo, per Gottardi; Bonsebiante di Padova, per Pareschi; Marrosu di Verona, assegnato d'ufficio per De Bono; Paolo Tommasini, assegnato d'ufficio per Ciano in sostituzione di Paolo Toffanin, fratello del più noto Giuseppe Toffanin, cui fu proibito con la forza di difendere il suo assistito.

### L'operazione Conte
A cavallo tra il 1943 e il 1944 si venne a sviluppare un piano che puntava alla liberazione del conte Galeazzo Ciano in cambio dei suoi diari e che vedeva coinvolti il tenente colonnello Wilhelm Höttl, capo del servizio segreto tedesco in Italia, e Ernst Kaltenbrunner, comandante in capo del Reichssicherheitshauptamt, responsabile delle operazioni dei servizi segreti in Germania e all'estero. Si prevedeva un'azione di forza tedesca per liberare Ciano ed acquisire i diari, così come Frau Beetz la propose il 28 dicembre al generale Harster. L'operazione, denominata "Operazione Conte", avrebbe dovuto svolgersi mantenendo all'oscuro di tutto Hitler, ma fu da questi scoperta e bloccata.

## Le udienze

### 8 gennaio - Prima udienza

Castelvecchio presidiato durante il processo

Il processo si aprì l'8 gennaio alle 9.00 del mattino; in aula fu ammesso il pubblico, mentre all'esterno il servizio di vigilanza armato era demandato alla Polizia Repubblicana, sotto il comando del questore Pietro Caruso. Dopo l'esposizione dei capi d'accusa e l'elenco degli imputati presenti ed assenti, l'avvocato Perani, difensore di Gottardi, pose una eccezione: la competenza del processo doveva essere demandata ad un tribunale militare, poiché molti degli imputati erano militari in servizio.
(Avvocato Perani difensore di Gottardi)
Questa richiesta scatenò la reazione del pubblico ministero Fortunato: "Da questo banco parte un monito per la difesa: che essa sia all'altezza dell'ora. Non è sollevando questioni pregiudiziali che si aiuta la causa della Patria e della Storia". La richiesta fu rigettata dalla corte, dopo che questa si era ritirata in camera di consiglio per una ventina di minuti. Si passò quindi ad ascoltare le dichiarazioni degli imputati. Primo fu Emilio De Bono, poi Pareschi e tutti gli altri. Ultimo fu Ciano. Poi furono convocati i teste a deporre. Primo Carlo Scorza, poi Giacomo Suardo, Enzo Emilio Galbiati e Ettore Frattari.

### 9 gennaio - Seconda udienza e il memoriale Cavallero

Andrea Fortunato, Pubblica accusa al Processo di Verona

Apparve il secondo giorno il "memoriale" di Ugo Cavallero, di cui fu subito data lettura: in esso era ipotizzato un colpo di Stato con l'intento di sostituire Mussolini alla guida dell'Esercito stringendo maggiormente l'alleanza con i tedeschi, dimostrando che tentativi di allontanare Mussolini dal governo si stavano sviluppando anche da parte tedesca. Nel memoriale ricorre spesso il nome di Roberto Farinacci; tuttavia egli non fu coinvolto nel processo di Verona poiché non fu tra i firmatari dell'ordine del giorno Grandi, ma ne presentò uno proprio che votò da solo. In ogni caso, il procedimento del Tribunale speciale era rivolto solo contro i firmatari e il memoriale fu accantonato.
Poi il giudice Enrico Vezzalini pose alcune domande agli imputati. Al termine dell'udienza si alzò il pubblico accusatore Fortunato, autore di una durissima requisitoria in cui richiese sei condanne a morte, senza attenuanti per nessuno. Verso la fine della requisitoria, rivolto agli imputati, concluse:
(Il Pubblico Accusatore Andrea Fortunato rivolto agli imputati)
A seguire, gli interventi degli avvocati difensori, che sostennero che nessuno degli imputati avesse tradito e che il voto espresso era una interpretazione errata degli obiettivi dell'ordine del giorno Grandi. L'udienza si chiuse alle 18:00; mancava solo l'intervento del difensore di Cianetti, l'avvocato Arnaldo Fortini, spostato al giorno seguente.

### 10 gennaio - Terza udienza
L'udienza riprese alle 10.00; prese subito la parola Arnaldo Fortini, avvocato di Cianetti, che ricordò la volontà di non votare alcun ordine del giorno che avrebbe potuto causare la caduta del fascismo e la lettera subito scritta a Mussolini l'indomani mattina per ritirare il voto. Gli altri imputati risposero negativamente alla richiesta di Vecchini se volessero aggiungere dichiarazioni. A questo punto la corte decise di ritirarsi per la sentenza, mentre gli imputati vennero accompagnati in un'altra stanza.

## Le condanne
Sul metodo di voto le testimonianze sono discordi: secondo la tesi più accreditata, esse avvennero tramite foglietti. Si votò una prima volta per decidere se l'imputato fosse "colpevole" o "non colpevole", una seconda volta per decidere se concedere o meno le attenuanti generiche. Alla prima votazione tutti vennero dichiarati colpevoli, con l'unica concessione delle attenuanti generiche a Tullio Cianetti, condannato a trent'anni (che si sarebbero ridotti a pochi mesi, dato l'evolversi della guerra).

### La questione delle domande di grazia
Prima ancora che fossero firmate le domande di grazia, Pavolini, accompagnato dal suo collaboratore e amico Puccio Pucci, si recò da Mussolini a riferire le conclusioni del processo. Puccio Pucci così rievocò gli avvenimenti:
(Testimonianza di Puccio Pucci)
Alessandro Pavolini si dichiarò immediatamente contrario all'inoltro delle domande di grazia. Il generale Renzo Montagna rievocò così il fatto:
(Testimonianza di Renzo Montagna)
Per ovviare al conflitto di competenze circa le domande di grazia, si decise di coinvolgere direttamente il ministro della Giustizia Piero Pisenti. Nella ricostruzione di Vincenzo Cersosimo, giudice istruttore del processo:
(Testimonianza di Vincenzo Cersosimo)
La questione continuò all'albergo Milano, ove Pavolini si recò per parlare con il ministro Guido Buffarini Guidi:
(Testimonianza di Vincenzo Cersosimo)

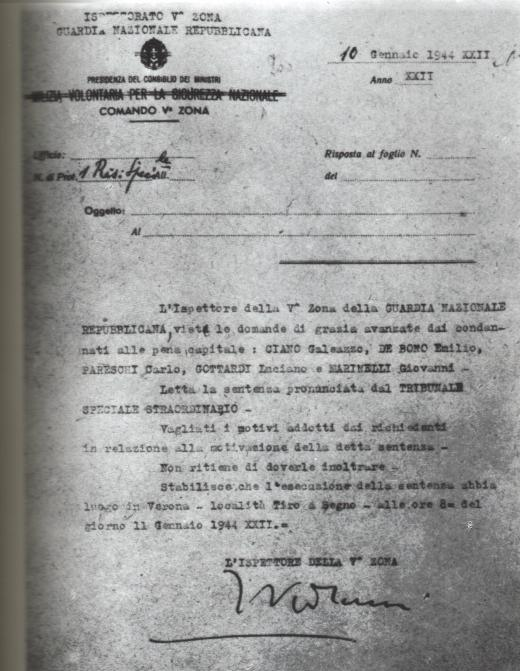
Rigetto delle domande di grazia

Si decise pertanto di dare mandato al console Italo Vianini, che era l'ufficiale più alto in grado, di rigettare le domande di grazia; Vianini inizialmente si oppose, ma, fatto oggetto di molte pressioni, cedette quando gli fu presentato un ordine scritto firmato dal prefetto Cosmin e da Tullio Tamburini. Erano circa le ore 8 del mattino; alle ore 9 i condannati furono trasferiti al poligono di tiro per l'esecuzione.

### La fucilazione
Le condanne a morte furono eseguite l'11 gennaio 1944 al poligono di tiro di forte San Procolo da un plotone di 30 militi fascisti comandati da Nicola Furlotti. Di tale esecuzione resta anche un filmato. Dei diciannove membri del Gran Consiglio del Fascismo accusati, soltanto sei erano presenti al processo: tra questi Tullio Cianetti, che, dopo aver ritrattato, venne condannato a 30 anni di reclusione. Gli altri cinque, vale a dire Galeazzo Ciano, Emilio De Bono, Luciano Gottardi, Giovanni Marinelli e Carlo Pareschi, furono condannati a morte e fucilati alla schiena.
Gli imputati assenti, condannati a morte in contumacia, furono Dino Grandi, Giuseppe Bottai, Luigi Federzoni, Cesare Maria De Vecchi, Umberto Albini, Giacomo Acerbo, Dino Alfieri, Giuseppe Bastianini, Annio Bignardi, Giovanni Balella, Alfredo De Marsico, Alberto de' Stefani ed Edmondo Rossoni; nessuno di loro venne catturato dalle autorità repubblichine e tutti sopravvissero alla Seconda guerra mondiale.
| |  |
| 1) I condannati a morte allineati. Il quarto da sinistra è Galeazzo Ciano. 2) Il plotone di esecuzione. |  |

## Filmografia
- Filmato originale[36]
- Il processo di Verona, film del 1962 di Carlo Lizzani.[37]
- La resa dei conti serie Rai del 1969 di Marco Leto.